# Мистик (Конектикат)
Мистик (енгл. Mystic) насељено је место без административног статуса у америчкој савезној држави Конектикат.

## Демографија
По попису из 2010. године број становника је 4.205, што је 204 (5,1%) становника више него 2000. године.
| Група             | 2000.         | 2010.         |
| Белци             | 3.798 (94,9%) | 3.864 (91,9%) |
| Афроамериканци    | 32 (0,8%)     | 35 (0,8%)     |
| Азијати           | 54 (1,3%)     | 108 (2,6%)    |
| Хиспаноамериканци | 54 (1,3%)     | 117 (2,8%)    |
| Укупно            | 4.001         | 4.205         |